# Moneta alternativa
Con il termine moneta alternativa si definiscono diversi tipi di moneta o mezzi di scambio e credito che possono servire per lo scambio solidale o mutuale di beni e attività tra i membri di una comunità,  e che tendono a porsi fuori delle logiche dei "circuiti monetari ufficiali", vigenti legalmente all'interno di un dato territorio.
Per indicare gli strumenti di credito monetari diversi dalle monete ufficiali sono stai impiegati diversi nomi, come appunto il termine "monete alternative"  (M. Kennedy, 1995),  "monete parallele" (Blanc, 1998), "monete complementari" (Lietaer, 2001), "monete locali" (Norh, 2010).
E solitamente la preferenza di un termine denota la preferenza di obiettivi e finalità specifiche, che sono riconducibili ai diversi tipi di monete non ufficiali.

## Termini e finalità
Secondo alcuni ricercatori e attivisti l'impiego del termine "monete alternative" serve a porre in contrapposizione i sistemi di credito comunitari, generalmente ispirati da principi di equità, solidarietà, e cura delle relazioni di comunità sul piano territoriale locale, rispetto ai sistemi monetari ufficiali, costituiti al livello statale, e che risultano generalmente legati alle logiche ed alle dinamiche di "valorizzazione" o crescita economica capitalistica, competitiva e tendente allo sfruttamento di ogni risorsa impiegata.
Il termine monete complementari viene usato invece in prevalenza per indicare la posizione di complementarità o di supporto degli strumenti monetari non ufficiali rispetto alle monete ufficiali,  ed anche rispetto alle finalità della crescita economica.  È stato rilevato però che le stesse monete complementari, o a prevalenti fini economici, vengono ad assumere la caratteristica di "alternativa", più o meno parziale, rispetto ai sistemi monetari ufficiali, a corso legale, in quanto anche l'uso di una moneta "complementare" tende a ridurre di fatto l'uso delle monete ufficiali. In più, ogni moneta o strumento monetario non ufficiale tende a presentarsi e può essere usato solo in alternativa rispetto agli altri tipi di monete non ufficiali.
In questo senso il termine "monete alternative" potrebbe essere impiegato per indicare adeguatamente, e nel loro complesso, tutti i diversi tipi di monete diverse dalle monete ufficiali, a prescindere dalle loro finalità o dal loro porsi in alternativa o in posizione di complementarità rispetto ai sistemi economici esistenti, di tipo capitalistico. Il termine monete complementari non potrebbe essere impiegato invece per designare strumenti di scambio e credito con finalità di tipo comunitario e solidale, sostanzialmente diverse rispetto alle finalità non solo del profitto ma anche della crescita economica (Blanc, 2011), come ad esempio nel caso delle banche del tempo.

## L'atteggiamento degli stati e il mutamento dei modelli di sviluppo
È anche per la sua natura implicitamente "alternativa" che ogni forma di moneta non ufficiale dotata di un proprio valore tende ad essere ostacolata o bandita dagli organi statali, come è accaduto in passato in Italia, principalmente per salvaguardare il monopolio che apparati statuali o di natura pubblica detengono nella creazione di moneta.
In questi ultimi anni però gli organi di governo dell'Unione Europea si sono dimostrati più tolleranti ed hanno anche sostenuto alcune iniziative in diversi paesi europei, volte a sperimentare strumenti monetari alternativi a sostegno dello sviluppo locale e per affrontare meglio la crisi economica del piccolo commercio e delle piccole imprese.
Si sono sperimentati in particolare strumenti di scambio e credito propriamente non monetari, come dei buoni spesa, o token, e dei crediti di diverso tipo, usati da amministrazioni comunali per fini di 'assistenza sociale, ma anche per compensare attività di volontariato nei servizi pubblici o per incentivare buone pratiche, di riciclo, di riduzione dell'uso dell'auto in città ecc.
Anche in Italia è stato varato un provvedimento che può essere fatto rientrare nel variegato filone degli strumenti si scambio non monetari, definito baratto amministrativo o fiscale. Il baratto amministrativo prevede la possibilità di pagare alcune tasse attraverso la prestazione alla comunità di lavori socialmente utili, da parte di persone che non riescono a far fronte agli attuali carichi fiscali.
Nel loro insieme tali esperienze indicano che si stanno affermando nuovi approcci allo sviluppo economico, caratterizzati dall'attenzione ai valori della cooperazione, della partecipazione e della responsabilità sociale. Gli stessi organi di governo e amministrativi possono risultare meno lontani o separati rispetto alla base sociale, trovando anche un aiuto alle loro difficoltà economiche; un aiuto che per ora risulta abbastanza limitato ma che in futuro può assumere una grande rilevanza.

## Il riferimento alla dimensioni comunitarie
I sistemi di monetazione alternativa nascono in genere,  oltre che per sviluppare relazioni di comunità anche per dare visibilità e spendibilità al valore non espresso o inutilizzato, presente in attività economiche parallele al sistema capitalistico, come ad esempio la produzione collaborativa o l'economia dei beni comuni, anche se negli approcci anti-utilitaristi radicali si tende ad escludere ogni riferimento a qualsiasi tipo di monetizzazione e di scambio economico.
L'utilizzo delle monete alternative nelle loro diverse forme tende ad affermarsi soprattutto nei periodi di crisi economiche-finanziarie, in cui vi è carenza di denaro (liquidità) e di scambi economici, e in cui gli individui, specie delle classi più povere, vedono peggiorare le loro condizioni di impiego e il loro potere d'acquisto. Affinché un sistema monetario o di credito e scambio alternativo si possa sviluppare, si rende necessaria comunque l'esistenza di elevati livelli di solidarietà e di stima reciproca di coloro che la usano, dato che tale tipo di moneta non ha corso legale ed è accettata solo su base volontaria.
La dimensione comunitaria viene ritenuta attualmente come fondamentale negli stessi circuiti di scambio e credito con prevalenti finalità economiche, usualmente definite come monete complementari, come nel caso del Sardex. Esistono però concezioni e pratiche diverse di comunità, alcune delle quali tendono a ridimensionare e ad escludere le monete ufficiali e le logiche della crescita economica e monetaria, piuttosto che a risultare in qualche modo complementari ad esse .

## Origini ed esperienze recenti
L'origine delle monete alternative può essere collocata già nella prima metà dell'Ottocento, e prende avvio nella forma di buoni in unità di tempo all'interno di movimenti di matrice proto-socialista e anarchica, con chiare finalità egualitarie ed anti-capitalistiche. Negli ultimi decenni si è dato origine a diversi tipi di monete "alternative" (con finalità di integrazione sociale e di sviluppo locale) che necessariamente affiancano la moneta ufficiale ma nello stesso tempo si pongono in qualche modo in alternativa ad essa, tendendo a ridurne l'uso e gli impatti negativi.
Gli strumenti sviluppati sono, nella maggior parte dei casi, strumenti "non monetari" in quanto non si fa capo ad alcuna moneta dotata di un proprio valore ma solo a dei buoni sconto e, soprattutto, a delle relazioni di credito e debito tra gli agenti, che si compensano annullandosi quando ognuno riesce a dare quello che ha ricevuto, non lasciando spazio ad alcuna moneta o titolo monetario effettivo.
In vario modo tali esperienze si sono ispirate a modelli e strumenti precedenti di monete altre, come il Wir, sperimentato ormai da molti decenni in Svizzera e Germania, le Ithaca Hours e i Time Dollars,  creati a cavallo degli anni '90 negli Stati Uniti, e da cui hanno preso lo spunto molti altri strumenti di scambio e credito mutuale sviluppati in tutto il mondo, come le Banche del tempo e i LETS (Local Exchange Trade Systems).
In Italia negli anni recenti si è assistito allo sviluppo di esperienze di scambio e credito alternativi come le Banche del Tempo, l'Arcipelago SCEC e il Sardex, il quale si è replicato in molte esperienze regionali tra cui il Tibex, nel Lazio (per una ricostruzione sintetica di tali esperienze vedi Perna 2014).
Anche nel campo delle cripto-monete, che riproducono sostanzialmente l'esistenza di titoli monetari dotati di un proprio valore, si può rilevare la presenza di strumenti monetari diversi: alcuni con finalità prevalentemente economiche, del tutto complementari alle logiche ed esigenze di crescita monetaria come nel caso del Bitcoin, altri con aspirazioni a sviluppare relazioni comunitarie ed ecologiche, come in FairCoop.